# John Hunter (chirurg)
John Hunter (ur. 13 lutego 1728 w Long Calderwood, zm. 16 października 1793 w Londynie) – szkocki chirurg i anatom, uważany za jednego z pionierów obserwacyjno-eksperymentalnego podejścia do chirurgii. Wniósł ważny wkład badawczy do patologii. Laureat Medalu Copleya.

## Życiorys
Urodził się 13 lutego 1728 w Long Calderwood koło Glasgow jako najmłodszy z dziesięciorga dzieci Johna Huntera (1662/3–1741) i jego żony Agnes Paul (ok. 1685–1751). Pochodził z relatywnie ubogiej rodziny. Uczęszczał do wiejskiej szkoły, ale miał problemy z nauką czytania i pisania. Rzucił szkołę w wieku 13 lat. W dzieciństwie zbierał jaja i owady, a także prowadził sekcje małych ssaków.
Nie uzyskał wykształcenia uniwersyteckiego ani – co było częste wśród ówczesnych chirurgów – nie otrzymał stopnia doktora. W 1748 roku przeniósł się do Londynu, by pomóc bratu Williamowi, położnikowi, w przygotowywaniu preparatów na prowadzony przez niego kurs anatomii w świeżo otwartej przez niego szkole. Nowinką była wówczas możliwość przeprowadzania przez uczniów sekcji na zwłokach ludzkich. W latach 1749–1750 uczył się chirurgii u Williama Cheseldena w Chelsea Hospital, w następnym okresie studiował anatomię w pracowni brata, badał krążenie łożyskowe, nerwy węchowe, opisał zstąpienie jąder, wyjaśnił przyczynę wrodzonych przepuklin, zademonstrował krążenie limfatyczne i przeprowadzał liczne eksperymenty na zwierzętach. Łącznie pracował wraz z bratem przez 12 lat.
Od 1754 roku był stażystą chirurgii w St. George’s Hospital, a od 1758 pracował tam jako chirurg, zaś w 1760 roku przyjął nominację na chirurga wojskowego i był świadkiem zdobycia Belle Île oraz kampanii w Portugalii w czasie wojny siedmioletniej. W czasie dwuletniej służby zyskał duże doświadczenie w postępowaniu z rannymi, m.in. na podstawie obserwacji ran postrzałowych u nieleczonych francuskich jeńców i leczonych brytyjskich żołnierzy ustalił, że nieleczone rany goiły się lepiej niż leczone, w związku z czym zalecał nieingerowanie w takich wypadkach.
W 1763 roku wrócił do Londynu, gdzie kontynuował pracę na prywatnej praktyce aż do śmierci, ale borykał się z problemami wynikającymi z braku formalnego wykształcenia, w związku z czym zajmował się także stomatologią – w tym czasie propagował m.in. przeszczepy zębów. W 1768 roku został w końcu przyjęty do Company of Surgeons i od tego czasu intensywnie rozwijał swoją prywatną praktykę chirurgiczną, zaczął też pracę jako chirurg w St. George’s Hospital. Od początku lat 70. XVIII wieku prowadził także prywatne wykłady z podstaw i praktyki chirurgii, a jednym z jego uczniów był Edward Jenner. W 1776 roku został chirurgiem króla Jerzego III i dzięki temu miał dostęp do jego zwierząt. Dzięki temu jako pierwszy przeprowadził sekcję padłego słonia. Z czasem stał się najpopularniejszym chirurgiem w Londynie: wśród jego pacjentów znajdowały się znane osoby, m.in. William Pitt, David Hume, Adam Smith i lord Byron.
Hunter połączył błędnie kiłę i rzeżączkę w jedną chorobę. W celu udowodnienia swej hipotezy zaszczepił ochotnika (w niektórych źródłach siebie samego) ropą osoby chorej na rzeżączkę. W efekcie eksperymentu ochotnik rozwinął objawy obu chorób, gdyż podany materiał zawierał krętki blade. Napisał Traktat o chorobach wenerycznych (1786), który był jedną z pierwszych prac z tej tematyki, które nie skupiały się na potępianiu chorych.
Autor The Natural History of the Human Teeth (1771), A Treatise on the Venereal Disease (1786), Observations on Certain Parts of the Animal Oeconomy (1786), A Treatise on the Blood, Inflammation, and Gun-shot Wounds (1794).
Od 1767 roku należał do Royal Society. W 1783 założył muzeum, prezentując preparaty mokre, wypchane zwierzęta, skamieniałości, preparaty kostne i narządy prezentujące objawy chorób. W 1799 roku jego zbiory Parlament zakupił na potrzeby Royal College of Surgeons; zachowały się w Londynie, funkcjonują jako Hunterian Museum.
Zmarł 16 października 1793 w Londynie z powodu zawału serca, a następnego dnia – zgodnie z jego ostatnią wolą – jego studenci przeprowadzili sekcję zwłok.